# Линкольн-колледж Новой Англии
Линкольн-колледж Новой Англии (англ. Lincoln College of New England) — частный колледж, находится в городе Сатингтон, в штате Коннектикут, США. Основан в 1966 году. До 2010 года назывался Briarwood-колледж.

## Обучение
Колледж ведет обучение по 24 программам бакалавриата. Линкольн-колледж известен своими программами по патологоанатомии, уголовному правосудию, трудотерапии и гигиены полости рта. Колледж является единственным учреждением в штате Коннектикут предлагающим программу по патологоанатомии.